# Malta op het Eurovisiesongfestival 2011
Malta nam deel aan het Eurovisiesongfestival 2011 in Düsseldorf, Duitsland. Het was de 24ste deelname van het land op het Eurovisiesongfestival. De selectie verliep via een nationale finale die plaatsvond op 12 februari 2011. PBS was verantwoordelijk voor de Maltese bijdrage voor de editie van 2011.

## Selectieprocedure
De Maltese preselectie voor het Eurovisiesongfestival 2011 verliep in drie fasen. In de eerste fase werden alle nummers die zijn ingezonden, beoordeeld door een vakjury. De juryleden kregen een cd met alle nummers. Nummers die werden geselecteerd voor de volgende fase, moesten live gebracht worden voor de jury door de desbetreffende artiest. Ook deze fase werd achter gesloten deuren beslecht. Maltese componisten mochten tot vier nummers inzenden, buitenlanders maximaal twee. Een nieuwe regel zei dat de winnaar van de vorige drie edities niet mag deelnemen aan de nationale preselectie. Hierdoor konden Morena, Chiara en Thea Garrett niet deelnemen aan Malta Eurosong 2011. Deelnemers konden slechts twee dagen hun bijdrage inzenden: 25 en 26 november 2010.
Door de jury werden uiteindelijk 23 nummers geselecteerd voor de nationale preselectie. De 24ste finalist was de winnaar van L-Isfida 2010, een ander jaarlijks terugkerend festival op Malta. Artiesten mochten met maximaal twee nummers deelnemen aan de nationale voorronde. In de halve finale op 11 februari 2011 had de vakjury een inbreng van 75%, het publiek was voor 25% stemgerechtigd via televoting. Van de 24 nummers kwalificeerden er 16 zich voor de finale op 12 februari 2011. In deze finale bepaalde de vakjury 60% van de punten, de overige 40% werd bepaald door het publiek.
De twee shows werden gepresenteerd door Demicoli en Valerie Vella en werden gehouden in het Mediterranean Conference Centre in de hoofdstad Valletta.

## Malta Eurosong 2011

### Halve finale
11 februari 2011
| Volgorde | Artiest                | Lied                       |
| -------- | ---------------------- | -------------------------- |
| 1        | Amber                  | Catch 22                   |
| 2        | Kurt Calleja           | Over and over              |
| 3        | Cherise Grixti         | Heart of glass             |
| 4        | Wayne Micallef         | Everybody sing             |
| 5        | Claudia Faniello       | Movie in my mind           |
| 6        | Klinsmann & Ben        | This love                  |
| 7        | Eleanor Cassar         | Hypnotized                 |
| 8        | Domenique              | I'll follow the sunshine   |
| 9        | Rosman Pace            | You'll never know          |
| 10       | Raquela                | If I could do it all again |
| 11       | Sophie                 | Love to love you           |
| 12       | Petra                  | Unintentional              |
| 13       | Baklava                | Moon dance                 |
| 14       | Jamie Tonna            | Lost without you           |
| 15       | Amber                  | Touch wood                 |
| 16       | Anna Azzopardi         | Unfaithful                 |
| 17       | Marilena feat. Michael | He's a demon               |
| 18       | Glen Vella             | One life                   |
| 19       | Janvil                 | Topsy-turvy                |
| 20       | Jessika Muscat         | Down down down             |
| 21       | Kelly Schembri         | Love me like your money    |
| 22       | Fabrizio Faniello      | No surrender               |
| 23       | Ally                   | Numb                       |
| 24       | Richard Edwards        | Finally                    |

### Finale
12 februari 2011
| Plaats | Artiest              | Lied                       | Jury | Publiek | Totaal |
| ------ | -------------------- | -------------------------- | ---- | ------- | ------ |
| 1      | Glen Vella           | One life                   | 54   | 36      | 90     |
| 2      | Richard Edwards      | Finally                    | 64   | 24      | 88     |
| 3      | Kurt Calleja         | Over and over              | 54   | 15      | 69     |
| 4      | Fabrizio Faniello    | No surrender               | 36   | 21      | 57     |
| 5      | Raquela              | If I could do it all again | 28   | 18      | 46     |
| 6      | Baklava              | Moon dance                 | 15   | 30      | 45     |
| 7      | Klinsmann & Ben      | This love                  | 23   | 9       | 32     |
| 8      | Wayne Micallef       | Everybody sing             | 23   | 0       | 23     |
| 9      | Claudia Faniello     | Movie in my mind           | 19   | 0       | 19     |
| 10     | Janvil               | Topsy-turvy                | 3    | 12      | 15     |
| 11     | Eleanor Cassar       | Hypnotized                 | 12   | 3       | 15     |
| 12     | Ally                 | Numb                       | 15   | 0       | 15     |
| 13     | Amber                | Catch 22                   | 1    | 6       | 7      |
| 14     | Marilena ft. Michael | He's a demon               | 1    | 0       | 1      |
| 15     | Jessika Muscat       | Down down down             | 0    | 0       | 0      |
| 15     | Kelly Schembri       | Love my like your money    | 0    | 0       | 0      |

## In Düsseldorf
In Düsseldorf trad Malta aan in de eerste halve finale, op 10 mei. Malta was als elfde van negentien landen aan de beurt, na Finland en voor San Marino. Bij het openen van de enveloppen werd duidelijk dat Glen Vella zich niet had weten te plaatsen voor de finale. Na afloop van het festival bleek dat Malta op de onfortuinlijke elfde plaats was geëindigd, met 54 punten. Zwitserland, dat tiende was geworden en zich dus wel had geplaatst voor de finale, had amper één punt meer.